# Рефрагированная волна

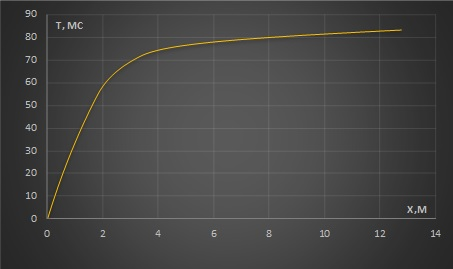
Годограф сейсмической рефрагированной волны

Рефрагированная волна — оптическая или упругая(сейсмическая) волна, распространяющаяся в среде с положительным градиентом (плавным возрастанием) скорости волн с глубиной. Луч рефрагированной волны отклоняется от первоначально прямолинейного направления. При достижении лучом рефрагированной волны угла полного внутреннего отражения, волна меняет направление на противоположное и возвращается к поверхности, на которой располагается её источник.
Годограф рефрагированной волны (см. илл) имеет форму выпуклой кривой.